# CM-32 Yunpao
CM-32 Yunpao (kin. ) je tajvansko oklopno borbeno vozilo pješaštva s 8x8 pogonom koje se trenutno proizvodi za potrebe tajvanske vojske. CM-32 je dizajnirao Timoney Technology Limited of Ireland dok ga je razvio istraživački centar Ordnance Readiness Development Center.
Prema pisanju Taipei Timesa, vozilo je dobilo naziv po oblačastom leopardu kako bi se prikazala agilnost i pokretljivost CM-32.

## Dizajn i razvoj
Tijekom tajvanskih vojnih reformi 2001. godine, odlučeno je da se smanji broj vojnika ali paralelno sa znatnim povećanjem mobilnosi preostalih vojnika. To je rezultiralo pokretanjem rasprava o uvođenju kotačnih ili gusjeničnih borbenih vozila sljedeće generacije.
Projekt je pokrenut 2002. godine a koštao je 700 milijuna NT$ (21,9 milijuna USD). Dizajn je prepušten irskoj tvrtki Timoney Technology Limited of Ireland koja je već imala iskustva s vojnim vozilima i teškim strojevima (npr. „Projekt Terrex“). U projekt je uključeno i nekoliko tajvanskih tvrtki kao primjerice China Steel te neka sveučilišta.
Prvi prototip nazvan P0 je proizveden 30. rujna 2002. te je poslužio kao testna platforma za podvozje, upravljanje i ugradnju dijelova. U drugi prototip P1 je ugrađen dizelski motor Catepillar C9 snage 400 KS. Drugi prototip se koristio za testiranje motora i naoružanja.
30. kolovoza 2004. dovršen je treći prototip P2 za potrebe operativnih testova. Krajem iste godine počelo se raditi na prototipu P3 s novim dizelskim motorom Catepillar C12 snage 450 KS. 2005. godine na P3 modelu su izvedena ergonomska poboljšanja.
Masovna proizvodnja je počela 2007. s inicijalnom narudžbom od 600 vozila. Smatra se da bi do kraja proizvodnog razdoblja u operativnoj službi tajvanske vojske moglo biti 1.400 borbenih vozila CM-32.

## Karakteristike
Vozilo CM-32 je u potpunosti umreženo te koristi SAE J1939 kao mrežni protokol te GPS.

### Mobilnost
CM-32 koristi komercijalni dizelski motor Catepillar C12 (450 KS) koji se ugrađuje i u kamione. Kao prijenos se primjenjuje Alisson Transmission sa šest stupnjeva prijenosa i jednim unatrag. Motor i prijenos su povezani u jednu cjelinu te se mogu zajedno izvaditi iz vozila.
Za postizanje brzine od 0 do 32 km/h potrebno je osam sekundi a put kočenja od 70 do 0 km/h iznosi 35 metara. Maksimalni kut nagiba je 60° a nagib pod kutom 30°. Radijus okretanja vozila je 11 metara.
Kako bi oklopno vozilo imalo sposobnost penjanja, na kotače su ugrađene Michelin X395/85 R20XML gume koje imaju mogućnost kontrole tlaka zraka. Na kotače su ugrađene i anti-blokirajuće kočnice.

### Zaštita
Sve inačice CM-32 vozila imaju nuklearno-kemijsko-biološku (NKB) zaštitu, ugrađen sustav za suzbijanje požara motora te podvozje u obliku slova V koje štiti vojnike od mina i drugih eksplozivnih naprava. Tako primjerice CM-32 može zaštititi vojnike od mine s max. 12 kg TNT-a.
Osnovna struktura vozila je izrađena od čelika s modularnim čeličnim oklopom. Iako su prototipovi bili izrađeni s modularnim kompozitnim oklopom od keramike i čelika, današnja vozila koriste samo čelićne ploče.
Oklop može izdržati gađanje sa 155 mm granatama do udaljenosti od 200 metara te streljivom kalibra 12,7x99 mm NATO do 1.000 metara. Unutrašnjost vozila je obložena s tepisima od kevlara. 
Kao mjere za prikrivanje se mogu koristiti ugrađeni 66 mm lanseri dimnih granata, prigušivač zvuka motora i dr. CM-32 je opremljen s dva odvojena strujna kruga. Jedan se koristi za samo vozilo (motor, putno računalo i sl.) a drugi za SUP (kontola paljbe, rotacija kupole, vizijski sustavi i dr.). Tu su i dodatni akumulatori u slučaju nemogućnosti primarnog načina pokretanja motora.

## Inačice
- borbeno vozilo pješaštva
  - vozilo namijenjeno prijevozu šest vojnika naoružano s 20 mm strojnicom i koaksialnom strojnicom (7,62x51 mm NATO) koje koriste dva vojnika na kupoli.
- borbeno oklopno vozilo
  - vozilo namijenjeno prijevozu devet vojnika te s mogućnošću daljinskog upravljanja s naoružanjem. Ovaj model koristi 40 mm automatski bacač granata i 7,62x51 mm NATO strojnicu.
- vozilo za vatrenu podršku
  - model s 105 mm topom i koaksialnom strojnicom (7,62x51 mm NATO) koje koriste dva vojnika na kupoli.
- minobacačko vozilo
  - vozilo s ugrađenim 120 mm minobacačem i koaksialnom strojnicom (7,62x51 mm NATO) koje koriste dva vojnika na kupoli.

### Planirane inačice u budućnosti
- NKB vozilo
  - vozilo namijenjeno izviđačkim zadaćama.
- protuavionsko vozilo
  - vozilo namijenejno protu-avionskom djelovanju.

## Korisnik
- Tajvan: tajvanska vojska je jedini i primarni korisnik.

## Vanjske poveznice
- CM-32 Yunpao (de.Wiki)
- CM-32 Armoured Vehicle (en.Wiki)